# فلا کوتی
فلا کوتی (به انگلیسی: Fela Kuti) (زاده: ۱۵ اکتبر ۱۹۳۸ - درگذشت: ۲ اوت ۱۹۹۷) بنیانگذار سبک موسیقی افروبیت و از بزرگ‌ترین چهره‌های تاریخ موسیقی نیجریه بود.